# Convento de Pirita
El convento de Pirita o convento de Santa Brígida (en estonio: Pirita klooster) fue un monasterio construido entre 1417 y 1436, tanto para monjes como monjas dedicado a Santa Brígida, en el distrito de Pirita en Tallin, Estonia. Fue destruido durante la Guerra livonia por las tropas rusas en 1575. En 2001 se construyó un nuevo templo junto a las ruinas del original.

## Historia
La idea de fundar el convento de los comerciantes de Tallin data de alrededor del 1400. En 1407, dos monjes de la abadía de Vadstena en Suecia llegaron a Tallin para aconsejar a los mercaderes. El primer permiso para romper dolomita para reunir material de construcción para la construcción del complejo fue adquirido en 1417 y las obras se prolongaron hasta su consagración el 15 de agosto de 1436 por el obispo Heinrch II. El convento se convirtió en el más numeroso de la antigua Livonia en el siguiente siglo y medio, aunque las normas de la orden especificaban que no podían superar los 85 miembros: 60 mujeres y 25 hombres, de los cuales 13 eran sacerdotes. Ambos estaban separados en dos conventos y celebraban las misas en la misma iglesia. Se reunían siete veces en la iglesia, cantando el Libro de los Salmos en una semana. Las religiosas nunca salían del convento, mientras que los varones sí que daban sermones en otras iglesias.
El convento fue destruido brutalmente, junto a la aldea colindante, durante la breve invasión rusa en enero de 1575 en la Guerra livonia. Los restos nunca se recuperaron y se utilizó como huerto de patatas en la década de 1930. Finalmente, en 1934 comenzaron algunas campañas arqueológicas que continuaron incluso en la década de 1960, hallando numerosos restos de la vida cotidiana de los religiosos. Durante la ocupación soviética de Estonia, el convento se convirtió en un símbolo de resistencia, apareciendo incluso en algunas películas.
En 2001 se construyó el nuevo convento junto a las ruinas del original por los arquitectos Ra Luse y Tanel Tuhal. Fue inaugurado por el arzobispo Erwin Josef Edder el 15 de septiembre de 2001.

## Arquitectura
El altar de la iglesia se colocó mirando hacia el este, en lugar del oeste según las normas de la orden, ya que el acceso era mucho más favorable desde la carretera que desde el río. Existían trece altares en la iglesia conmemorando los doce apóstoles, por lo que cada sacerdote tenía su propio altar y rezaba a un apóstol. Según los autores Villem Raam y Jaan Tamm, el convento se influenció del gótico imperante en templos como la catedral de Santa María y la iglesia de San Nicolás, ambos en Tallin.